# Milan Vukić
Milan Vukić (Sanski Most, 19 agosto 1942) è uno scacchista bosniaco (jugoslavo fino al 1992).
Grande maestro dal 1975, vinse il Campionato jugoslavo nel 1970, 1971 e 1974. Dopo la dissoluzione della Repubblica Socialista Federale di Jugoslavia vinse anche il campionato della Repubblica Federale di Jugoslavia (1994) e il primo campionato della Bosnia ed Erzegovina (2005).
Altri risultati di rilievo:
- 1972 :  vince il torneo open di Biel (ripetuto l'anno successivo);
- 1974 :  vince il torneo di Banja Luka, davanti a Vlastimil Hort e Hennadij Kuz'min;[2]
- 1975 :  vince i tornei di Bajmok e di Varna;
- 1976 :  vince il torneo di Vukovar;
- 1980 :  pari primo con Dragoljub Velimirović nel torneo di Zemun;
- 2002 :  pari primo nel torneo Hotel Opatija di Fiume.

Vukić ha partecipato a molti tornei a squadre con il club di scacchi "Željezničar Sarajevo", tra cui il campionato jugoslavo a squadre del 1993, mentre era in corso la Guerra dei Balcani, e diversi campionati europei a squadre.
Milan Vukić è noto come uno dei più forti giocatori blitz dei paesi dell'ex Jugoslavia.  